# Спрінг-Веллі-Вілледж (Техас)
Спрінг-Веллі-Вілледж (англ. Spring Valley Village) — місто (англ. city) в США, в окрузі Гарріс штату Техас. Населення — 4229 осіб (2020).

## Географія
Спрінг-Веллі-Вілледж розташований за координатами 29°47′23″ пн. ш. 95°30′15″ зх. д. / 29.78972° пн. ш. 95.50417° зх. д. (29.789598, -95.504086).  За даними Бюро перепису населення США в 2010 році місто мало площу 3,33 км², уся площа — суходіл. В 2017 році площа становила 3,15 км², уся площа — суходіл.

## Демографія
Згідно з переписом 2010 року, у місті мешкало 3715 осіб у 1368 домогосподарствах у складі 1099 родин. Густота населення становила 1117 осіб/км².  Було 1429 помешкань (430/км²).
Расовий склад населення:
| - 91,8 % — білих - 5,1 % — азіатів - 0,9 % — чорних або афроамериканців - 0,2 % — корінних американців |

До двох чи більше рас належало 1,1 %. Частка іспаномовних становила 7,7 % від усіх жителів.
За віковим діапазоном населення розподілялося таким чином: 28,1 % — особи молодші 18 років, 59,3 % — особи у віці 18—64 років, 12,6 % — особи у віці 65 років та старші. Медіана віку мешканця становила 43,4 року. На 100 осіб жіночої статі у місті припадало 94,2 чоловіків;  на 100 жінок у віці від 18 років та старших — 90,6 чоловіків також старших 18 років.
Середній дохід на одне домашнє господарство  становив 218 556 доларів США (медіана — 175 375), а середній дохід на одну сім'ю — 236 163 долари (медіана — 183 900). Медіана доходів становила 170 368 доларів для чоловіків та 80 380 доларів для жінок. За межею бідності перебувало 2,4 % осіб, у тому числі 2,6 % дітей у віці до 18 років та 5,8 % осіб у віці 65 років та старших.
Цивільне працевлаштоване населення становило 2071 особа. Основні галузі зайнятості: науковці, спеціалісти, менеджери — 29,8 %, фінанси, страхування та нерухомість — 15,4 %, освіта, охорона здоров'я та соціальна допомога — 13,7 %.